# Realeza y reino de Dios

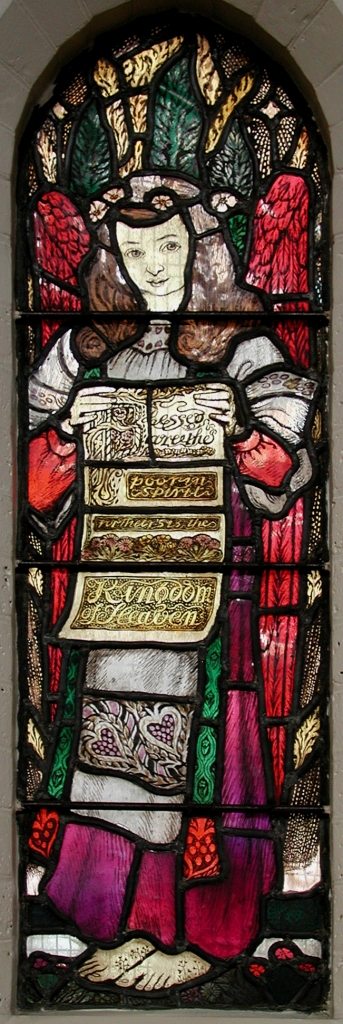
Vitral de Hallward que representa Matt 5:10: "Bienaventurados los pobres de espíritu: Porque de ellos es el Reino de los Cielos".

El concepto de realeza de Dios aparece en todas las religiones abrahámicas, donde en algunos casos también se utilizan los términos reino de Dios y reino de los cielos. La noción de realeza de Dios se remonta a la Biblia hebrea, que se refiere a "su reino" pero no incluye el término "Reino de Dios".
El "Reino de Dios" y su forma equivalente "Reino de los Cielos" en el Evangelio de Mateo es uno de los elementos clave de las enseñanzas de Jesús en el Nuevo Testamento. El Evangelio de Marcos indica que el Evangelio es la buena nueva sobre el Reino de Dios. El término se refiere al reinado de Cristo sobre toda la creación. Reino del "cielo" aparece en el evangelio de Mateo debido principalmente a las sensibilidades judías sobre pronunciar el "nombre" (Dios). Jesús no enseñó el reino de Dios per se, sino el retorno de ese reino. La noción del regreso del reino de Dios (como había sido bajo Moisés) se convirtió en una agitación en "knaan", el moderno Israel, Palestina y Líbano, 60 años antes de que naciera Jesús, y continuó siendo una fuerza durante casi cien años después de su muerte. Basándose en las enseñanzas del Antiguo Testamento, la caracterización cristiana del relación entre Dios y la humanidad implica inherentemente la noción del "Reinado de Dios".
El Corán no incluye el término "reino de Dios", pero incluye el  Versículo del Trono que habla del trono de Dios abarcando los cielos y la Tierra. El Corán también se refiere a Abraham viendo el "Reino de los cielos". Escritos de la Fe Baháʼí también utilizan el término "reino de Dios".

## Biblia Hebrea
El término "reino de Yahveh" aparece dos veces en la Biblia hebrea, en 1 Crónicas 28:5 y 2 Crónicas 13:8. Además, "su reino" y "tu reino" se utilizan a veces al referirse a Dios. "Tuyo es el reino, Señor" se usa en 29:10-12 y "Su reino es un reino eterno" en 3:33. (4:3 en la numeración de versículos utilizada en las Biblias cristianas), por ejemplo. También hay versículos como Exodus 19:6 que muestran cómo Israel, como pueblo elegido de Dios, es considerado un reino, reflejando algunas interpretaciones cristianas que ven el reino de Dios como cristiandad.
"La palabra hebrea malkuth [...] se refiere primero a una reinado, dominio o gobierno y sólo secundariamente al reino sobre el que se ejerce un reinado. [...] Cuando malkuth se usa de Dios, casi siempre se refiere a su autoridad o a su gobierno como Rey celestial."
Los "salmos de entronización" (Salmos 45, 93, 96, 97-99) proporcionan un trasfondo para este punto de vista con la exclamación "El Señor es Rey"..
22:19, Isaías 6, Ezequiel 1 y HE hablan del Trono de Dios, aunque algunos filósofos como Saadia Gaon y Maimónides interpretaron tal mención de un "trono" como alegoría.

## Período Intertestamentario
La frase el Reino de Dios no es común en la literatura intertestamental. Cuando aparece, como en los Salmos de Salomón y la Sabiduría de Salomón, suele referirse al "reino de Dios, no al reino sobre el que reina, ni a la nueva era, [ni ...] al orden mesiánico que establecerá el Ungido del Señor".
Sin embargo, el término denota ocasionalmente "un acontecimiento escatológico", como en el libro apócrifo de la Asunción de Moisés y los Oráculos sibilinos. En estas obras, "el Reino de Dios no es la nueva era, sino la manifestación efectiva de su gobierno en todo el mundo para que se establezca el orden escatológico"  En esta línea se situaba la visión más "nacional", en la que el esperado mesías era visto como un libertador y el fundador de un nuevo Estado de Israel.

## Nuevo Testamento
El Evangelio de Lucas registra la descripción de Jesús del Reino de Dios, "El reino de Dios no viene con observación;  ni dirán: "¡Mirad aquí! o, ¡mirad allí! porque, he aquí, el reino de Dios está dentro de vosotros."
En los Evangelios sinópticos, Jesús habla con frecuencia del reino de Dios. Sin embargo, dentro del Nuevo Testamento, en ninguna parte aparece Jesús para definir claramente el concepto. Dentro de los relatos de los Evangelios Sinópticos, parece haberse asumido que, "se trataba de un concepto tan familiar que no requería definición. " Karen Wenell escribió, "El Evangelio de Marcos nos proporciona un lugar significativo de transformación para el espacio del Reino de Dios, precisamente porque puede ser entendido como una especie de lugar de nacimiento para el Reino de Dios, el comienzo de su construcción ...".
El Evangelio de Juan se refiere al Reino de Dios en el diálogo de Jesús con Nicodemo en capítulo 3. El texto de Constantin von Tischendorf es excepcional al referirse al "reino de los cielos" en Juan 3:5, sobre una evidencia que Heinrich Meyer describe como "antigua pero aún inadecuada"..
En el Evangelio gnóstico no canónico, pero contemporáneo, del Thomas, se cita a Jesús diciendo: "Si los que os guían os dicen: 'Mirad, el reino está en el cielo', entonces las aves del cielo os precederán. Si os dicen: 'Está en el mar', os precederán los peces. Más bien, el reino está dentro y fuera de vosotros. Cuando lleguéis a conoceros a vosotros mismos, entonces seréis conocidos, y os daréis cuenta de que sois hijos del Padre viviente." Este mismo Evangelio de Tomás describe además a Jesús dando a entender que el Reino de Dios ya está presente, diciendo: "El reino del Padre está extendido sobre la tierra, y la gente no lo ve."
El Apóstol Pablo definió el Reino de Dios en su carta a la iglesia de Roma: "Porque el Reino de Dios no es cuestión de comer y beber, sino de justicia, paz y gozo en el Espíritu Santo".
El Reino de Dios (y su forma posiblemente equivalente Reino de los Cielos en el Evangelio de Mateo) es uno de los elementos clave de las enseñanzas de Jesús en el Nuevo Testamento.  Basándose en las enseñanzas del Antiguo Testamento, la caracterización cristiana de la relación entre Dios y la humanidad implica inherentemente la noción del "Reinado de Dios".
La mayoría de los usos de la palabra griega, basileia (reino), en el Nuevo Testamento implican Reino de Dios (o Reino de los Cielos). Es probable que Mateo utilizara en su lugar el término cielo porque el trasfondo de su audiencia judía imponía restricciones al uso frecuente del nombre de Dios.  Sin embargo, el Dr. Chuck Missler afirma que Mateo diferenció intencionadamente entre los reinos de Dios y del Cielo: "La mayoría de los comentaristas suponen que estos términos son sinónimos. Sin embargo, Mateo usa Reino de los Cielos 33 veces, pero también usa Reino de Dios cinco veces, incluso en versículos adyacentes, lo que indica que no son sinónimos: está usando un término más denotativo." Reino de Dios se traduce al latín como Regnum Dei y Reino de los Cielos como Regnum caelorum.

## Cristianismo

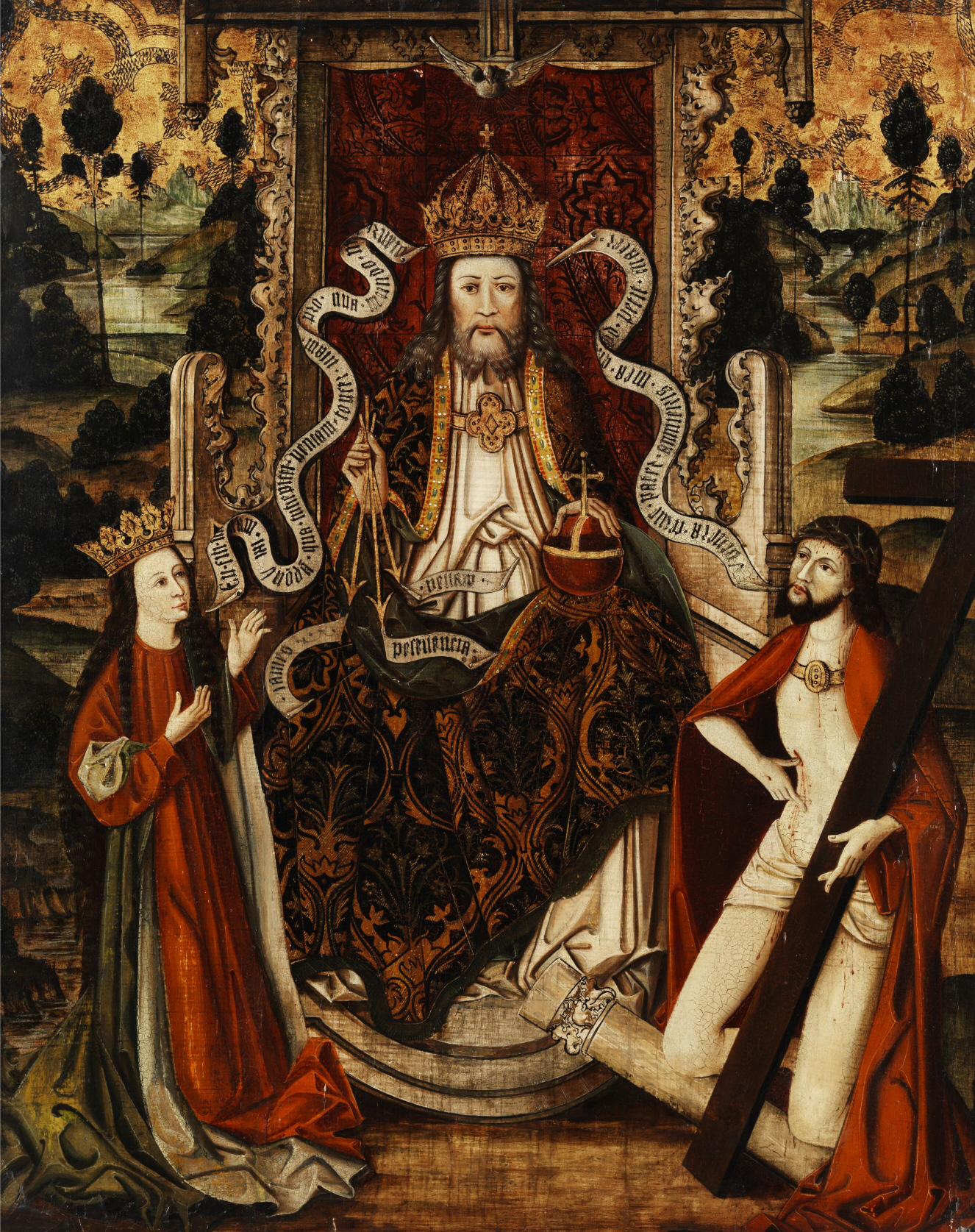
Dios Padre en un trono, Westfalia, Alemania, finales del siglo XV

El Antiguo Testamento se refiere a "Dios Juez de todos" y la noción de que todos los seres humanos acabarán siendo juzgados es un elemento esencial de las enseñanzas cristianas. Basándose en varios pasajes del Nuevo Testamento, el Credo Niceno indica que la tarea del juicio se asigna a Jesús.
No ha surgido ningún acuerdo general sobre la interpretación teológica del "Reino de Dios" entre los eruditos. Aunque han aparecido varias interpretaciones teológicas del término Reino de Dios en su contexto escatológico, por ejemplo apocalíptico, realizada o inaugurada, no ha surgido ningún consenso entre los estudiosos.
R. T. France señala que, si bien el concepto de "Reino de Dios" tiene un significado intuitivo para los cristianos laicos, apenas hay acuerdo entre los estudiosos sobre su significado en el Nuevo Testamento. Algunos estudiosos lo ven como un estilo de vida cristiano, otros como un método de evangelización mundial, otros como el redescubrimiento de dones carismáticos, otros no lo relacionan con ninguna situación presente o futura, sino con el mundo venidero.  Francia afirma que la frase Reino de Dios suele interpretarse de muchas maneras para ajustarse a la agenda teológica de quienes la interpretan.
En el Nuevo Testamento, se alude al Trono de Dios de varias formas. Entre ellos están Cielo como el Trono de Dios, El Trono de David, El Trono de Gloria, El Trono de Grace y muchos más.  El Nuevo Testamento continúa la identificación judía del cielo mismo como el "trono de Dios", pero también localiza el trono de Dios como "en el cielo" y teniendo un segundo asiento subordinado a la Mano derecha de Dios para la Sesión de Cristo. ".

## Islam
El término "reino de Dios" no aparece en el Corán. La palabra árabe moderna para reino es mamlaka (المملكة), pero en el Corán mul'kan (مُّلْكًا), se refiere al Cielo, por ejemplo en 4:54 "¿O es que envidian a la humanidad por lo que Alá les ha dado de su generosidad? sino que ya habíamos dado a la gente de Abraham el Libro y la Sabiduría, y les habíamos conferido un gran reino" y 6:75 "Así mostramos a Abraham el reino de los cielos y de la tierra. " La variante Maalik (Dueño, etmológicamente similar a Malik (rey)) aparece en 1:4 "[Alá es] El dueño del Día del Juicio".

## F e Bahá'í
El término "reino de Dios" aparece en los escritos de la Fe Baháʼí, incluidas las obras religiosas de Bahá'u'lláh, el fundador de la religión, y su hijo `Abdu'l-Bahá.  En las enseñanzas baháʼí, el reino de Dios es visto tanto como un estado del ser individual, como el estado del mundo. Bahá'u'lláh afirmó que las escrituras de las religiones del mundo predicen una figura mesiánica venidera que traerá un edad dorada de la humanidad, el reino de Dios en la tierra. Afirmó ser esa figura, y que sus enseñanzas traerían el reino de Dios; también señaló que las profecías relativas al fin de los tiempos y a la llegada del reino de Dios eran simbólicas y se referían a la agitación y la renovación espirituales. Las enseñanzas baháʼí también afirman que a medida que las personas adoran y sirven a la humanidad se acercan más a Dios y se desarrollan espiritualmente, de modo que pueden alcanzar la vida eterna y entrar en el reino de Dios mientras viven. 